# Humahuaca
Humahuaca è una cittadina della provincia di Jujuy, nell'Argentina nord-occidentale, capoluogo del dipartimento omonimo. 

## Geografia
Humahuaca è situata sulla sponda destra del Río Grande, nella Quebrada de Humahuaca. Il villaggio sorge a 123 km a nord dalla capitale provinciale, San Salvador de Jujuy.
È conosciuta per la sua posizione all'interno della Quebrada de Humahuaca, una lunga ed ampia valle posta nella parte orientale dell'Altopiano Centrale Andino. Tale valle è stata dichiarata nel 2003 Patrimonio Culturale e Naturale dell'Umanità dall'UNESCO.

## Storia
Il 1º marzo 1817 la località fu teatro di un combattimento tra le truppe realiste e quelle indipendentiste del colonnello Manuel Eduardo Arias.

## Monumenti e luoghi d'interesse
- Chiesa di Nostra Signora della Candelaria
- Monumento agli Eroi dell'Indipendenza

## Cultura

### Istruzione

#### Musei
- Museo Folklorico Regionale
- Museo Aparicio Torres

## Infrastrutture e trasporti
Humahuaca è attraversata dalla strada nazionale 9 che la unisce con San Salvador de Jujuy e la frontiera boliviana.